# 無花果蝠屬
無花果蝠屬（学名：Syconycteris），为哺乳綱、翼手目、狐蝠科的一屬哺乳動物。

## 下属物种
本属包括以下物种：
- 无花果蝠 Syconycteris australis (Peters, 1867)，南無花果果蝠
- 印尼无花果蝠 Syconycteris carolinae Rozendaal, 1984
- 山地无花果蝠 Syconycteris hobbit Ziegler, 1982